# Зірксдорф
Зірксдорф (нім. Sierksdorf) — громада в Німеччині, розташована в землі Шлезвіг-Гольштейн. Входить до складу району Східний Гольштейн. Складова частина об'єднання громад Остгольштайн-Мітте.
Площа — 19,5 км2. Населення становить 1608 ос. (станом на 31 грудня 2020).